# Square Taras-Chevtchenko
Square Taras-Chevtchenko je square v Paříži v 6. obvodu. Jeho rozloha činí 436 m2.

## Poloha
Square se rozkládá na Boulevardu Saint-Germain u křižovatky s ulicí Rue des Saints-Pères v těsné blízkosti katedrály svatého Vladimíra Velikého, která slouží ukrajinské řeckokatolické církvi v Paříži.

## Historie
Square se nachází v prostoru bývalého hřbitova Saint-Pierre, u které byla kaple Saint-Pierre, ze které se později stal kostel ukrajinské církve. Square bylo zřízeno v roce 1937 a pojmenováno po ukrajinském umělci Tarasi Ševčenkovi (1814-1861), jehož pomník z roku 1978 je zde postaven.